# الشيوعية في فيتنام
لعبت الشيوعية في فيتنام دوراً رئيساً في سياسة البلاد منذ الاستقلال، دخلت الماركسية إلى فيتنام بظهور ثلاثة أحزاب شيوعية مختلفة: الحزب الشيوعي الهندي الصيني والحزب الشيوعي الأناماسي فضلًا عن الاتحاد الشيوعي الهندي الصيني، وانضمت إليهم لاحقاً حركة تروتسكية بقيادة تا تهو ثاو. أرسلت عام 1930 منظمة الشيوعية الدولية (الكومنتيرن) نيغايين آي كيوك إلى هونغ كونغ لينظّم توحيد الأحزاب ويحولها إلى الحزب الشيوعي الفيتنامي وينصّب تران فو أميناً عاماً.
قام الحزب بعد ذلك بتغيير اسمه إلى الحزب الشيوعي الهندي الصيني لأن الكومنتيرن (منظمة الشيوعية الدولية)، بقيادة جوزيف ستالين، لم تحبذ الرأي القومي. كان نيغايين آي كيوك يساريًا ثوريًا عاش في فرنسا منذ 1911. شارك نيغايين في تأسيس الحزب الشيوعي الفرنسي وسافر إلى الاتحاد السوفيتي سنة 1924 للانضمام إلى الكومنتيرن. وشغل نيغايين خلال عشرينيات القرن العشرين منصب العميل للكومنتيرن للمساعدة في بناء حركات شيوعية في جنوب شرق آسيا.
كان الحزب الشيوعي الفيتنامي خلال ثلاثينيات القرن العشرين على وشك التدمير بسبب القمع الفرنسي وإعدام أهم قادته مثل فو ولي هونغ فونغ ونيغايين فان كو.
في سنة 1941، وصل نيغايين آي كيوك المعروف اليوم بـ «هو تشي منه» إلى جنوب فيتنام لتشكيل جبهة فيت مين (بالفيتنامية: Việt Minh، اختصاراً لعبارة "Việt Nam Ðộc Lập Ðồng Minh Hội")، (اتحاد استقلال فيتنام). كان من المفترض أن تكون جبهة فيت مين مظلة حامية لجميع الأحزاب التي تناضل من أجل استقلال فيتنام إلا أن الجبهة كانت محكومة من قبل الحزب الشيوعي. كان لدى الجبهة قوات مسلحة متواضعة وعملت خلال الحرب مع المكتب الأمريكي للخدمات الاستراتيجية لجمع معلومات استخبارية عن اليابان. انضمت من الصين أيضاً أحزاب فيتنامية ليست شيوعية إلى الفيت مين وأسست قوات دعم مسلحة من الكومينتانغ.

## شمال فيتنام
أجرت الحكومة الفيتنامية الشمالية بين عامي 1953 و2010 إصلاحات زراعية مختلفة تضمنت «إصلاح الأراضي» و«تقليل كلف الإيجار»؛ الأمر الذي نتج عنه اضطهاد سياسي كبير. حيث أدلى شهود من شمال فيتنام بأنه خلال فترة الإصلاح الزراعي أُعدم ما نسبته شخص واحد لكل 160 شخصًا مقيمًا في القرية، الأمر الذي جعل عدد الأشخاص الذين أُعدموا يستقر عند ما يقارب 100،000 على مستوى البلد. توقع أغلب علماء تلك الحقبة عدداً أقل وهو 50،000 لأن الحملة تركزت بشكل أساسي على منطقة دلتا البحر الأحمر. وهو رقم أيّده علماء تلك الحقبة. على كل حال، تشير أرشيفات فيتنامية وهنكارية لوثائق رُفع طابع السرية عنها أن أعداد الذين أُعدموا أقل بكثير من تلك التي سُجلت في تلك الفترة، وحتى في هذه الحالة فان عدد الأشخاص المعدمين يتجاوز 13،500 شخص.

## حرب فيتنام
أسست حكومة فيتنام الشمالية جبهة التحرير الوطنية في العشرين من ديسمبر سنة 1960 بغية تحريض التمرد في الجنوب، وقد كان العديد من الأعضاء الأساسيين في فيت كونغ متطوعين "معيدي تنظيم"، وقد استقر حزب فيت مين الجنوبي في الشمال بعد اتفاقية جنيف سنة 1959. أعطى هانوي معيدي التنظيم تدريبات عسكرية ومن ثم أرسلهم إلى الجنوب إلى جانب هو تشي منه في أوائل ستينيات القرن العشرين، حيث قامت جبهة التحرير الوطنية بالنداء للفيتناميين الجنوبيين للتمويه على النظام الكولونيولي الأمريكي الإمبريالي وإضفاء الجهود للتوحيد السلمي. أكبر عمل معروف لجيش فيت كونغ-القوات المسلحة للتحرير الشعبي في جنوب فيتنام (ومختصره بلاف، PLAF) هو هجوم تيت، وهو هجوم عملاق على ما يزيد من مئة مركز فيتنامي حضري في الجنوب عام 1968، منها هجوم على السفارة الأمريكية في مدينة سايغون. عمّت الفوضى إثر هذا الهجوم في الصحافة العالمية لأسابيع عدة، إلا أنه أدى إلى توسع مبالغ فيه في حزب فيت كونغ. كانت الهجمات الشيوعية بعد ذلك في الغالب على يد الفيتناميين الشماليين. تم حل الجبهة سنة 1976 عندما تحالف الحزبان الشمالي والجنوبي رسمياً تحت ظل الحكومة الشيوعية.
قُدّر عدد القتلى على يد فيت كونغ بما يقارب 36،725 جندي فيتنامي جنوبي بين 1957 و1972، تقدر الإحصائيات أيضًا للفترة 1968-1972 أن ما يقارب ثمانين بالمئة من الضحايا كانوا مواطنين عاديين وأنه فقط عشرين بالمئة كانوا مسؤولين سياسيين أو موظفين في الشرطة أو أعضاء في قوات الدفاع عن النفس أو كوادر تهدئة. قامت القوات العسكرية في العاصمة السابقة بالسيطرة على معقل الإمبريالية ومساحة ليست بالقليلة من المدينة، الأمر الذي تسبب في مذبحة هوي، وحدث خلال الفترة الانتقالية بين السيطرة على المعقل ونهاية معركة هوي أن المحتل ارتكب مجزرة تدعى مجزرة هوي.

## ما بعد حرب فيتنام
جرى توحيد فيتنام رسمياً سنة 1975 وأُعيدت تسميتها بجمهورية فيتنام الاشتراكية وعاصمتها مدينة هانوي، وغيّر الحزب الشيوعي الفيتنامي اسمه إلى حزب العمال وغيّر منصب الرئيس الأول، المصطلح الذي يستخدمه الصينيون، إلى الرئيس العام الذي يستخدمه الاتحاد السوفيتي نُصّب لي دوانغ رئيسها العام. حُلت جبهة التحرير الوطني، وشدد الحزب على تطوير الصناعات الثقيلة وفرض الزراعة الجماعية. استولت الحكومة على مدى السنوات القليلة التالية على الشركات الأهلية والمنازل وغالبًا ما أُرسل أصحابها إلى المناطق الاقتصادية الجديدة لتطهير الأراضي، وغالبًا إلى مناطق الغابات غير المأهولة. غالبًا ما كان أعضاء الحزب الشيوعي الفيتنامي أو الجيش الفيتنامي الشمالي أو الفيتناميون السابقون وعائلاتهم هم المستلمون للممتلكات التي تتم مصادرتها في أوساط المدن والبلدات. أجبر المزارعون على التعاونيات التي تسيطر عليها الدولة، بحيث جُمعت كل منتجات الغذاء كما كان في الشمال ما أجبر المزارعين والصيادين على بيع سلعهم للحكومة بأسعار منخفضة للغاية وإلا لن يتمكن المزارعون والصيادون من شراء لوازم الزراعة ومعدات الصيد. اعتبر نقل المواد الغذائية والسلع بين المحافظات غير قانوني باستثناء الحكومة. في غضون فترة زمنية قصيرة، تعرضت فيتنام لنقص حاد في الغذاء والضروريات الأساسية، ذلك أن دلتا ميكونغ التي كانت ذات يوم منطقة لإنتاج الرز على مستوى عالمي أصبحت مهددة بالمجاعة.
أصبحت جمهورية فيتنام الاشتراكية في العلاقات الخارجية متحالفة بشكل متزايد مع الاتحاد السوفيتي من خلال الانضمام إلى مجلس المساعدة الاقتصادية المتبادلة (كومسون) وتوقيع ميثاق الصداقة الذي كان في الواقع تحالفًا عسكريًا مع الاتحاد السوفيتي. تصاعدت التوترات بين فيتنام والصين جنبًا إلى جنب مع التنافس الصيني ضد الاتحاد السوفيتي بعد ذلك اندلع الصراع مع كمبوديا حليفة الصين. كانت فيتنام أيضًا عرضة للحظر التجاري من قبل الولايات المتحدة وحلفائه.
أُرسل العديد من أولئك الذين شغلوا مناصب عالية في الحكومة والجيش الفيتناميين الجنوبيين السابقين وغيرهم ممن استفادوا من النظام الاستعماري إلى معسكرات إعادة التأهيل التي كانت في الواقع معسكرات سجن الأشغال الشاقة. تسببت الظروف والمعاملة اللاإنسانية في المخيمات في بقاء العديد من السجناء ضد الحزب الشيوعي بشدة بعد عقود.
نفذت حكومة جمهورية فيتنام الاشتراكية ديكتاتورية ستالينية للبروليتاريا في الجنوب كما فعلت في الشمال. أعيد تنظيم جميع الأديان في كنائس بحيث تسيطر عليها الدولة. أي تعليقات سلبية عن الحزب أو الحكومة أو هو تشي مينه أو أي شيء آخر ينتقد الشيوعية من قبل شخص ما قد تكسبه علامة فان دونغ (رجعي) مع عواقب تتراوح من مضايقة الشرطة إلى الطرد من المدرسة أو مكان العمل أو السجن. ومع ذلك فشلت السلطة الشيوعية في قمع السوق السوداء حيث أمكن شراء المواد الغذائية والسلع الاستهلاكية والأعمال الادبية المحظورة بأسعار مرتفعة. وقد فشلت الأجهزة الأمنية في منع شبكة سرية من الناس على الصعيد الوطني من محاولة الهروب من البلاد. وفي كثير من الحالات، جرت رشوة ضباط الأمن في مناطق بأكملها بل وحتى شاركوا في تنظيم مخططات الهروب.
أدت هذه الظروف المعيشية إلى نزوح نحو 2.5 مليون فيتنامي هربًا من البلاد سراً إما عن طريق البحر أو عن طريق البر عبر كمبوديا، ونجح البعض في الفرار من المنطقة وهبطت أعداد كبيرة منهم في ماليزيا وإندونيسيا والفلبين وهونغ كونغ، فقط لتنتهي في مخيمات اللاجئين التابعة للأمم المتحدة. كانت بعض المعسكرات الشهيرة: بيدونج في ماليزيا وجالانج في إندونيسيا وباتان في الفلبين وسونجكلا في تايلاند. تمكن البعض من السفر حتى أستراليا في قوارب مزدحمة ومفتوحة.
في حين أعيد توطين معظم اللاجئين في بلدان أخرى في غضون خمس سنوات، عانى آخرون في هذه المخيمات لأكثر من عقد من الزمن. في التسعينيات، جرى ترحيل اللاجئين الذين لم يتمكنوا من العثور على اللجوء إلى فيتنام ووصلت مجتمعات اللاجئين الفيتناميين إلى الولايات المتحدة وكندا وأستراليا وفرنسا وألمانيا الغربية والمملكة المتحدة.
وُضع دستور فيتنام الثالث بناء على دستور الاتحاد السوفيتي سنة 1980، وقد نص الدستور على أن الحزب الشيوعي هو الحزب الوحيد الذي يمثل الشعب ويقود البلاد.
أصبح فوم توان عام 1980 رائد الفضاء الفيتنامي الأول، وأول آسيوي يدخل الفضاء ويسافر على متن مركبة الفضاء سويوز 37 السوفيتية لخدمة المحطة الفضائية ساليوت 6.
خلال أوائل الثمانينيات، أُنشئ عدد من المنظمات الفيتنامية فيما وراء البحار بهدف الإطاحة بالحكومة الشيوعية الفيتنامية من خلال الكفاح المسلح. حاولت معظم الجماعات التسلل إلى فيتنام ولكن قُضي عليها في نهاية المطاف من قبل قوات الأمن والقوات المسلحة الفيتنامية. أبرزها المنظمات التي يقودها هوانغ سي مينه من الولايات المتحدة وفو داي تون من أستراليا، ولي كووك تيوي من فرنسا. وتمت تصفية هوامغ كو مينه عن طريق كمين في لاوس، وقُبض على فو داي تون وسُجن حتى الإفراج عنه في ديسمبر 1991، وبقي لي كووك تيوي في فرنسا حتى يتسنى له الخضوع لعلاج الكلى في أثناء اعتقال رفاقه وإعدامهم في فيتنام. حصلت هذه المنظمات على تمويل ضخم من مجموعات المصالح المتحالفة مع الولايات المتحدة كوسيلة لإحياء الصراع وفتح فيتنام أمام الاستغلال الأجنبي مرة أخرى.
طوال الثمانينيات، تلقت فيتنام ما يقارب 3 مليارات دولار سنويًا كمساعدات اقتصادية وعسكرية من الاتحاد السوفييتي، وأُجريت معظم تجارتها مع اتحاد الجمهوريات الاشتراكية السوفيتية ودول أخرى (مجلس المساعدة الاقتصادية المتبادلة). بدأت بعض الكوادر -مدركة المعاناة الاقتصادية للشعب- في كسر القواعد وتجربة الشركات الموجهة نحو السوق، وقد جرى غض النظر عن ذلك من قبل معظم السلطات المحلية قبل أن تصبح واسعة الانتشار وشعبية بعد تخفيف اللوائح التجارية الصغيرة في التسعينيات.

## حكومة فيتنام
جمهورية فيتنام الاشتراكية هي دولة على نظام الحزب الواحد حيث لا يوجد فصل بين السلطات. جرت الموافقة على دستور دولة جديد في أبريل 1992، ليحل محل نسخة 1975. جرى التأكيد على الدور المركزي للحزب الشيوعي في جميع أجهزة الحكومة والسياسة والمجتمع.